# Lycophidion semicinctum
Lycophidion semicinctum (кільчаста вовча змія) — вид змій родини Lamprophiidae. Мешкає в Західній і Центральній Африці.

## Поширення і екологія
Кільчасті вовчі змії поширені від регіону Фута-Джаллон в Гвінеї і південно-східного Малі на схід до Центральноафриканської Республіки. Вони живуть в гвінейських і суданських саванах та в галерейних лісах. Ведуть нічний спосіб життя, живляться дрібними ящірками.